# سفارة جنوب إفريقيا في أوكرانيا
سفارة جنوب أفريقيا في أوكرانيا هي أرفع تمثيل دبلوماسي لدولة جنوب أفريقيا لدى أوكرانيا. تقع السفارة في كييف وهي تهدف لتعزيز المصالح الجنوب أفريقية في أوكرانيا.

## وصلات خارجية
- قائمة سفارات جنوب أفريقيا
- قائمة السفارات في أوكرانيا